# Kommunalreformer i Sverige
I Sverige har der været tre landsdækkende kommunalreformer.  Derimellem har der også være mere lokale delinger og sammenlægninger af kommuner. 

## 1863
Den 1. januar 1863 trådte kommunalforordningen i kraft i Sverige.  Derved blev landet inddelt i cirka 2500 primærkommuner.  Det er ikke muligt at fastlægge det præcise antal, da der er visse uklarheder.  Ud af disse var 89 kommuner stæder (købstæder), som allerede gennem systemet med stadsprivilegium en vis grad af selvstyre.  På landet valgte man sognene som udgangspunkt for kommuneinddelingen.  Man diskuterede, om ikke sognene var for små, og om man ikke i stedet burde have valgt herrederne som udgangspunkt.  Ud over købstæder og landkommuner var der to former for köpinger, dels dem der udgjorde egne kommuner (otte i 1863) og dels municipalköpingerne (ti i 1863).  Fra 1875 begyndte man at danne municipalsamhäller.  Disse blev ikke regnet som selvstændige kommuner på anden måde end ved administrationen af de særskilte vedtægter, under hvilke de blev dannet.  Antallet af kommuner var i de følgende årtier relativt stabilt.  Det var mere almindeligt med delinger end med sammenlægninger.  I 1930 var antallet af kommuner på sit højeste med 2532.  Princippet var fortsat, at når et byområde opstod, skulle de særskilte såkaldte byvedtægter tilpasses, hvilket successivt førte til udskillelse af byområdet i sin egen kommune.  Dette skete ved at danne et municipalsamhälle, en köping og til sidst en stad.

## 1952
I 1900-tallet havde der fundet en omfattende befolkningsmigration og urbanisering sted i Sverige.  Landbefolkningens del af befolkningen mindskes, og mange af de små kommuner havde svært ved at få råd til de stigende udgifter.  Flere end 500 af Sveriges kommuner havde færre end 500 indbyggere i 1943.  Problemet blev undersøgt af 1943 års Kommunindelningskommitté, der kom frem til, at antallet af landkommuner skulle mindskes radikalt.  Den 1. januar 1952 forsvandt de 2281 hovedsageligt sognebaserede kommuner på landet, og blev erstattet af 816 såkaldte storkommuner.  Storkommune var et begreb, der var opstået for at skelne de nye kommuner fra de tidligere, da de almindeligvis havde samme navn som en af de kommuner, der blev lagt sammen.  Det indgik dog ikke i den officielle navngivning. 
Reformen berørte i princippet kun landkommunerne.  Stadskommunernes antal var uforandet 133, og antallet af köpinger blev noget forøget.  De tre kommunebegreber (landkommune, köping og stad) bestod formelt i yderligere næsten tyve år, men forskellene blev reduceret så meget, at det ikke var nødvendigt at danne ny stadskommuner. 

## 1971
Ganske hurtigt indså man, at reformen i 1952 ikke havde været tilstrækkeligt gennemgribende.  Man begyndte nu at overveje hovedbysprincippet.  Købstæder og landsbyer skulle danne ensartede kommuner, hvor staden eller et andet større byområde skulle udgøre hovedbyen for det omgivende område.  1959 års indelningssakkunniga forslog en ny kommunalreform.  Denne gang skulle köpingerne og købstæderne deltage, og de forskellige kommunetyper skulle helt afskaffes.  Samtidig var der forberedelser til andre reformer i gang, der også skulle føre til en mere ensartet, lokal forvaltning af Sverige, som eksempel reformen af underretterne, (hvor visse købstæders egen jurisdiktion blev afskaffet) og politietatens statsliggørelse, samt forandringer på skatteforvaltningsområdet. 
Riksdagen vedtog kommunalreformen i 1962.  Tanken var at sammenlægningerne skulle ske frivilligt.  Reformprocessen blev indledt 1. januar 1964, hvor Sveriges kommuner blev inddelt i 282 såkaldte kommuneblokke.  Inden for disse blokke skulle de involverede kommuner samarbejde og "lære hinanden at kende" i årene frem til, at de nye "blokkommuner" kunne dannes.  Man sigtede efter en afsluttet reform i 1971.  Blokkommune var et nyt begreb, som var opstået for at beskrive de nye kommuner, der som ved den tidligere reform ofte tog navn fra en af de kommuner, der skulle lægges sammen.  Det indgik dog ikke i navnet på de nye kommuner og faldt snart ud af brug.  I folkemunde blev blokkommunerne en overgang kaldt storkommuner. 
I nogle tilfælde gik reformen hurtigt; en række sammenlægninger fandt sted i 1965, 1967 og 1969.  I andre tilfælde var der modsætninger inden for kommuneblokken.  Riksdagen besluttede i 1969, at reformarbejdet skulle fremskyndes, og frivilligheden kan dermed anses for at være ophørt. 
Det ensartede kommunebegreb blev indført 1. januar 1971, hvor samtlige tidligere landkommuner, købstæder og köpinger blev omdannet til udelukkende kommuner.  Samtidig ophørte de få tilbageværende municipalsamhälle.  Ved at de fleste kommuner omfattede både land- og byområder, og alle havde samme juridiske stilling, var der ingen grund til bevare særskilte benævnelser.  Som en konsekvens af det ensartede kommunebegreb, fik to kommuner provisorisk særlige navne for at skelne dem fra andre kommuner med samme navn, nemlig Vinslövs centralkommun (den tidligere Vinslövs köping) for at skelne den fra Vinslövs (land)kommune samt Tierpsbygdens kommun (tidligere Tierps landskommun) for at skelne den fra Tierps kommun (tidligere Tierps köping). 
Først i 1974 var reformen stort set gennemført, eftersom de fleste nye kommuner var dannet.  Tilbage var tre kommuneblokke.  Den sidste kommunesammenlægning fandt sted i 1977, hvor Bara kommun blev en del af Svedala kommun. Nogle kommuneblokke var mindre egnede og blev opløst uden dannelse af kommuner.  Eksempelvis Solna-Sundbyberg og Habo-Mullsjö.  I 1977-79 var antallet af kommuner i Sverige det hidtil laveste med 277, i modsætning til 2532 i 1930.  I 1980 ophørte den sidste kommuneblok.

## Nutid og fremtid
Det tog en årrække at konsolidere de nye kommuner.  I nogle tilfælde mislykkedes det, og allerede i 1977 og 1979 fandt nogle "skilsmisser" sted.  Eksempelvis Norsjö-Malå og Motala-Vadstena.  Antallet af kommuner var i 1992 kommet op på 286, og var i 2008 oppe på 290.  Man forventer, at antallet inden for en overskuelig fremtid vil blive på dette niveau.  Enkelte delinger og måske også sammenlægninger kan finde sted, men den aktuelle kommunestruktur anses for stabil.  Hvis landstingene afskaffes, og deres opgaver overføres til kommunerne, hvilket er foreslået, kan det betyde, at de mindste kommuner skal lægges sammen.  Mindre kommuner har ofte problemer med økonomien, hvilket har ført til begyndende diskussioner om nye sammenlægninger. Det gælder især de mindste landsbykommuner, der samtidig har et vigende befolkningsunderlag. I nogle kommuner er der lokale opinionsundersøgelser om, hvorvidt en del skal udskilles for at danne sin egen kommune.  Det er almindeligvis lettere at få støtte til en deling end en sammenlægning.  Blandt andet tages vejledende folkeafstemninger i brug som eksempelvis i Eskilstuna kommun i forbindelse med det ordinære valg i 2006.  Der var spørgsmålet, om Torshälla skulle udskilles fra kommunen.  Valgresultatet blev et nej til kommunedeling.

### Sveriges 25 mindste kommuner
Sveriges 25 mindste kommuner efter indbyggertal (pr. 12. december 2006):
1. Bjurholm (2.541,  12)
2. Sorsele (2.867,  38)
3. Dorotea (3.069,  13)
4. Arjeplog (3.151,  8)
5. Åsele (3.271,  51)
6. Malå (3.348,  73)
7. Ydre (3.822,  44)
8. Överkalix (3.859,  13)
9. Munkfors (3.936,  59)
10. Norsjö (4.437,  29)
11. Storfors (4.526,  16)
12. Skinnskatteberg (4.752,  9)
13. Dals-Ed (4.900,  9)
14. Övertorneå (5.168,  61)
15. Boxholm (5.226,  16)
16. Ljusnarberg (5.243,  74)
17. Ödeshög (5.433,  83)
18. Jokkmokk (5.491,  43)
19. Gullspång (5.506,  89)
20. Essunga (5.651,  66)
21. Vindeln (5.665,  87)
22. Ragunda (5.806,  10)
23. Grästorp (5.809,  47)
24. Norberg (5.843,  23)
25. Högsby (6.033,  33)